# Irianjaya mendax
Irianjaya mendax là một loài ruồi trong họ Asilidae. Irianjaya mendax được Walker miêu tả năm 1857.